# Formidable (chanson)
Pour les articles homonymes, voir Formidable.
Singles de Stromae
Papaoutai
(2013) Tous les mêmes
(2013)
Pistes de Racine carrée
Tous les mêmes
(6) Moules frites

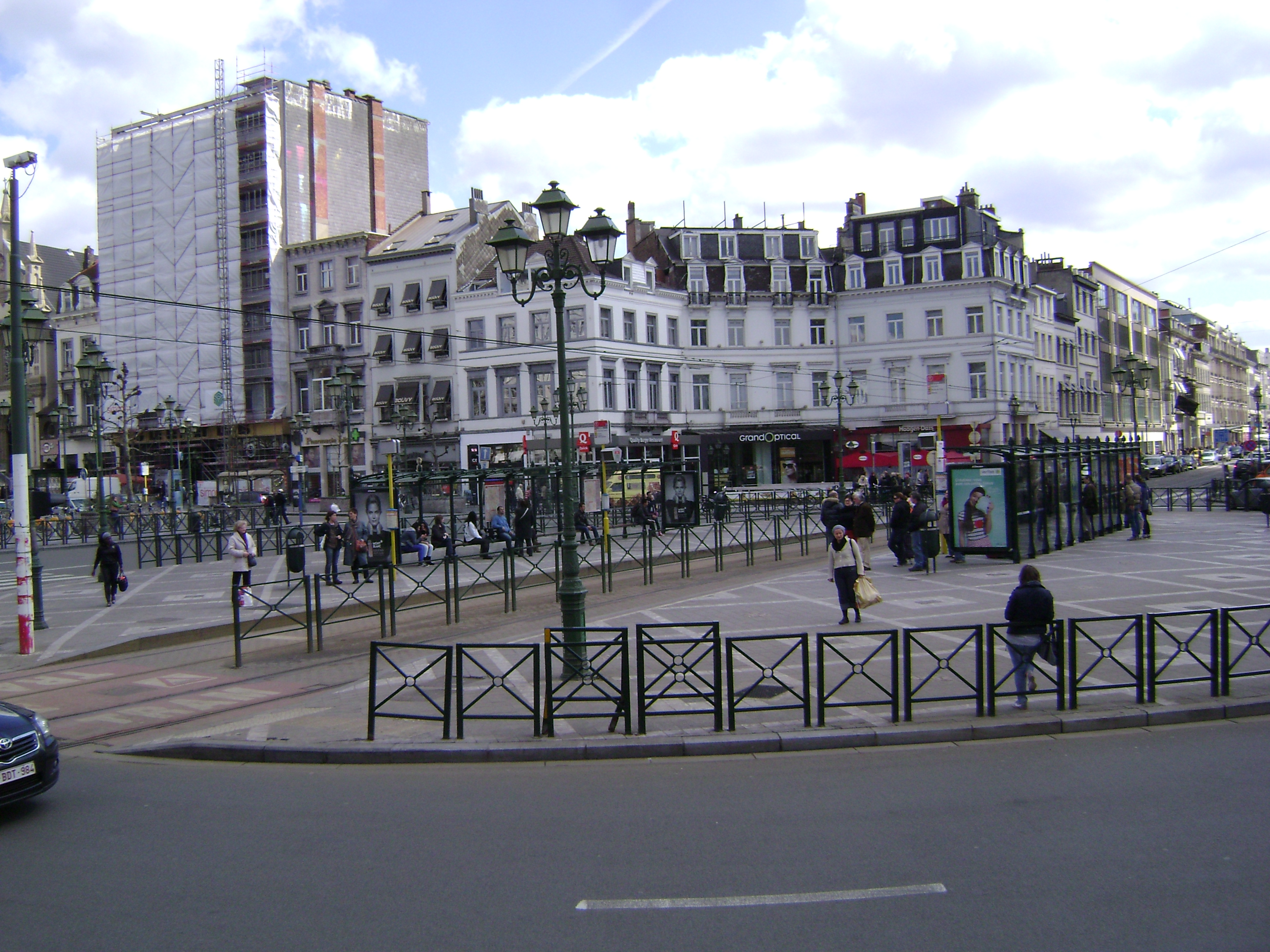
La station de tram Louise, lieu de tournage du clip.

Formidable est une berceuse[réf. nécessaire] du chanteur belge Stromae, extraite de son second album studio, intitulé Racine carrée. Le titre est sorti en tant que second single de l'album le 27 mai 2013.

## Clip vidéo
Le 21 mai 2013, Stromae tourne en caméra cachée le clip vidéo Formidable (ceci n'est pas une leçon) dans la rue, aux abords de l'arrêt de tramway Louise, à Bruxelles,. Plusieurs vidéos amateurs apparaissent ensuite sur internet montrant le chanteur apparemment ivre près de l'arrêt de tram Louise. Cette vidéo crée un buzz, mais le 24 mai, il interprète le titre Formidable lors de l'émission de télévision Ce soir (ou jamais !) sur France 2,. Quelques jours plus tard, il sort le clip de la chanson dans laquelle il interprète un homme ivre qui a rompu avec sa copine. Trois jours après la publication du clip, celui-ci est visionné trois millions de fois, ce qui est un record pour un artiste belge. Fin décembre 2013, le compteur YouTube affiche plus de 55 millions de vues.
Stromae a confié : « J'ai eu l'idée de ce clip au moment de l'enregistrement, je me suis souvenu d'une scène, je marchais un jour dans les rues de Bruxelles et je me suis fait interpeller par un individu sans-abri qui m'a dit, en gros, ce qu’on entend dans la chanson : "Te crois-tu beau ?" Je n'ai jamais oublié cela et j'ai voulu le mettre en scène. C'était risqué, j'ai posé beaucoup de questions autour de moi, certaines personnes étaient vraiment contre, mais, finalement, les personnes trouvaient cela plus noble que nul. »

## Accueil commercial et critique
Depuis sa sortie, 92 300 copies ont été vendues en France. Il en est à la date du 13 décembre 2013, à plus de 150 000 exemplaires (exactement 165 000) vendus en France (ventes physiques et numériques incluses).
La Société des auteurs, compositeurs et éditeurs de musique a décerné à Stromae le Prix Rolf Marbot de la chanson de l'année pour Formidable. La chanson est élue aux NRJ Music Awards 2014 « chanson francophone de l'année ». Elle est également nommée dans la catégorie « clip de l'année », ainsi que la chanson Papaoutai. Lors des Victoires de la Musique 2014, la chanson reçoit la Victoire du « Meilleur clip vidéo ».
Le clip officiel a été vu plus de 371 millions de fois sur YouTube en décembre 2024.

## Performances et interprétations
Stromae a interprété Formidable la toute première fois lors de l'émission de Ce soir (ou jamais !) en mai 2013. Il l'a aussi chantée pendant l'émission radio C'Cauet de Sébastien Cauet en juin 2013. En août, Stromae interprète la chanson sur le plateau du Grand Journal. En septembre 2013, Stromae est l'invité de C Le Live et du premier numéro d'Alcaline, une nouvelle émission musicale sur France 2, pendant laquelle il chante Formidable. Ce mois-là, il l'interprète également de façon très émouvante sur le plateau de Vivement dimanche de Michel Drucker où il reçoit une ovation debout. Le 15 octobre, Stromae interprète la chanson dans le Stade Roi Baudouin pendant le dernier match de la Belgique aux éliminatoires de la coupe de football 2014,.

## Reprises
Le 26 novembre 2013, la chanson est reprise par le groupe de rap Young Boyzz, lors de la 2e demi-finale de la saison 8 de La France a un incroyable talent, en direct sur la chaine de télé M6.
Elle a été également remixée en octobre 2015 par la chanteuse canado-marocaine La Bronze en arabe.
La chanson est reprise le 9 avril 2016 par le candidat Slimane lors de l'Épreuve ultime de la cinquième saison du télé-crochet The Voice, la plus belle voix sur TF1.
Lors des Jeux olympiques d'été de 2016 à Rio de Janeiro, Formidable est utilisé par les grecques Evangelia Papazoglou et Evangelia Platanioti pour l'épreuve de natation synchronisée du 15 août 2016.
Chris Martin de Coldplay a également repris la chanson à l'occasion de son passage à Bruxelles le 21 Juin 2017.
Le 25 juin 2021, Bénabar reprend la chanson et en sort un single.
Le 6 septembre 2023, Damiano David, le chanteur du groupe Måneskin, décide de reprendre Formidable a capella lors de leur concert à Nancy.

## Classement hebdomadaire
| Classement (2013/2014)                  | Meilleure position |
| --------------------------------------- | ------------------ |
| Belgique (Flandre Ultratop 50 Singles)  | 1                  |
| Belgique (Wallonie Ultratop 50 Singles) | 1                  |
| France (SNEP)                           | 1                  |
| Suisse (Schweizer Hitparade)            | 13                 |
| Pays-Bas (Single Top 100)               | 2                  |
| Pays-Bas (Nederlandse Top 40)           | 4                  |

### Certifications
| Pays            | Certifications | Ventes certifiées       |
| --------------- | -------------- | ----------------------- |
| Autriche (IFPI) | Or             | 15 000                  |
| Belgique (BEA)  | 3 × Platine    | 40 000[réf. nécessaire] |
| Danemark (IFPI) | Or             |                         |
| France (SNEP)   | Diamant        | 309 800                 |
| Italie (FIMI)   | Or             | 25 000                  |
| Suisse (IFPI)   | Platine        | 30 000                  |